# Ruprecht von Pfalz-Mosbach

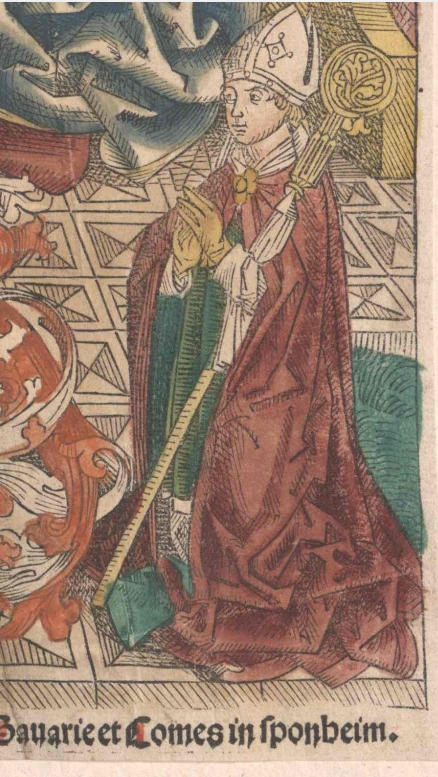
Bischof Ruprecht von Mosbach – Zeichnung aus der Österreichischen Nationalbibliothek

Ruprecht von Pfalz-Mosbach (auch Rupert; † 1. November 1465 in Ybbs) war von 1457 bis 1465 als Ruprecht I. 43. Bischof von Regensburg.
Ruprecht I. war ein Sohn des Pfalzgrafen Otto I. von Pfalz-Mosbach und Johanna von Bayern-Landshut. Er war damit ein Enkel König Ruprechts. Mit Empfehlungen Kaisers Friedrich III., Königs Ladislaus Postumus und Herzog Ludwigs IX. zur Ernennung Ruprechts I. hatte der Papst kaum eine andere Möglichkeit als zuzustimmen. Die ursprüngliche Wahl, die zugunsten von Heinrich von Absberg ausgefallen war, wurde als ungültig erklärt. Heinrich sollte aber nach dem frühen Tod Ruprechts der Nachfolger werden. Ruprecht I. galt aufgrund seiner Familienverhältnisse als geeignet, das Bistum vor den Hussiten und räuberischen Adeligen zu beschützen.
Auf der abgehaltenen Synode wurden Pfründebesitzer verpflichtet ihre Stellvertreter besser zu besolden. Predigttexte hatten sich am Text der Heiligen Schrift zu orientieren. In der Zeit Ruprechts gelang es Schloss Barbing für das Hochstift zu erwerben.